# EHF Champions League 1994-95 (mænd)
EHF Champions League 1994-95 for mænd var den anden EHF Champions League-turnering for mænd. Turneringen blev arrangeret af European Handball Federation og havde deltagelse af 35 hold. Holdene spillede først tre cup-runder (1/32-, 1/16- og 1/8-finaler). De otte vindere af 1/8-finalerne gik videre til et gruppespil, der bestod af to grupper med fire hold, hvorfra de to gruppevindere gik videre til Champions League-finalen.
Turneringen blev vundet af Elgorriaga Bidasoa fra Spanien, som i finalen over to kampe samlet vandt 56-47 over kroatiske Badel Zagreb. Det danske mesterhold, Kolding IF, repræsenterede Danmark i turneringen og opnåede som det første danske hold at kvalificere sig til gruppespillet, hvor holdet endte på fjerdepladsen i gruppe A.

## Resultater

### 1/32-finaler
| Dato    | Dato    | Hjemmehold i 1. kamp | Hjemmehold i 2. kamp | Resultat | Resultat | Resultat |
| 1. kamp | 2. kamp | Hjemmehold i 1. kamp | Hjemmehold i 2. kamp | 1. kamp  | 2. kamp  | Samlet   |
| ------- | ------- | -------------------- | -------------------- | -------- | -------- | -------- |
| 5.9.    | 7.9.    | GTU Tblisi           | Lokomotiva Trnava    | 17-30    | 17-42    | 34–72    |
| 3.9.    | 10.9.   | Belassitza Petritch  | HC Kehra Tallinn     | 24-17    | 22-21    | 46–38    |
| 3.9.    | 11.9.   | Pelister Bilota      | SKA Minsk            | 29-24    | 27-33    | 56–57    |

### 1/16-finaler
| Dato    | Dato    | Hjemmehold i 1. kamp     | Hjemmehold i 2. kamp  | Resultat | Resultat | Resultat |
| 1. kamp | 2. kamp | Hjemmehold i 1. kamp     | Hjemmehold i 2. kamp  | 1. kamp  | 2. kamp  | Samlet   |
| ------- | ------- | ------------------------ | --------------------- | -------- | -------- | -------- |
| 8.10.   | 16.10.  | Badel Zagreb             | HK Drott Halmstad     | 23-22    | 29-23    | 52–45    |
| 14.10.  | 16.10.  | Caja Cantabria Santander | Halkbank Ankara       | 27-15    | 29-18    | 56–33    |
| 8.10.   | 10.10.  | THW Kiel                 | Lokomotiva Trnava     | 26-19    | 27-17    | 53–36    |
| 9.10.   | 15.10.  | Fotex Veszprém SE        | Celje Pivovarna Lasko | 22-18    | 24-21    | 46–39    |
| 7.10.   | 9.10.   | Kolding IF               | Valur Reykjavik       | 27-27    | 26-22    | 53–49    |
| 8.10.   | 10.10.  | Elgorriaga Bidasoa       | SKA Kiev              | 36-25    | 25-18    | 61–43    |
| 16.10.  | 8.10.   | OM Vitrolles             | Handball Echternach   | 36-21    | 38-10    | 74–31    |
| 8.10.   | 15.10.  | OS Belenenses Lisboa     | Filippos Verias       | 33-24    | 17-26    | 50–50    |
| 9.10.   | 15.10.  | Hapoel Rishon Le Zion    | Pfadi Winterthur      | 25-20    | 13-18    | 38–38    |
| 8.10.   | 15.10.  | Horn Sittardia           | Initia HC Hasselt     | 24-21    | 15-15    | 39–36    |
| 8.10.   | 16.10.  | Dukla Praha              | Belassitza Petritch   | 27-17    | 26-23    | 53–40    |
| 9.10.   | 16.10.  | Steaua Bukarest          | Jskra Ceresit Kielce  | 25-24    | 23-24    | 48–48    |
| 8.10.   | 15.10.  | CSKA Moskva              | SPE Strovolou         | 41-19    | 31-26    | 72–45    |
| 9.10.   | 16.10.  | Granitas Kaunas          | ID Runar Sandefjord   | 26-23    | 24-27    | 50–50    |
| 8.10.   | 15.10.  | HSG Linz                 | BK 46 Karis           | 32-24    | 24-25    | 56–49    |
| 8.10.   | 15.10.  | SKA Minsk                | Principe Trieste      | 21-23    | 28-27    | 49–50    |

### 1/8-finaler
| Dato    | Dato    | Hjemmehold i 1. kamp | Hjemmehold i 2. kamp     | Resultat | Resultat | Resultat |
| 1. kamp | 2. kamp | Hjemmehold i 1. kamp | Hjemmehold i 2. kamp     | 1. kamp  | 2. kamp  | Samlet   |
| ------- | ------- | -------------------- | ------------------------ | -------- | -------- | -------- |
| 12.11.  | 19.11.  | Pfadi Winterthur     | Fotex Veszprém SE        | 26-23    | 25-29    | 51–52    |
| 12.11.  | 19.11.  | Jskra Ceresit Kielce | Elgorriaga Bidasoa       | 23-26    | 19-30    | 42–56    |
| 12.11.  | 19.11.  | Horn Sittardia       | Caja Cantabria Santander | 27-24    | 14-30    | 41–54    |
| 12.11.  | 20.11.  | Principe Trieste     | OM Vitrolles             | 20-17    | 14-19    | 34–36    |
| 13.11.  | 19.11.  | HSG Linz             | THW Kiel                 | 19-18    | 22-30    | 41–48    |
| 12.11.  | 19.11.  | Dukla Praha          | Filippos Verias          | 27-16    | 22-30    | 49–46    |
| 12.11.  | 20.11.  | CSKA Moskva          | Badel Zagreb             | 32-21    | 17-33    | 49–54    |
| 13.11.  | 20.11.  | Granitas Kaunas      | Kolding IF               | 27-22    | 22-32    | 49–54    |

### Gruppespil

#### Gruppe A
| Dato  | Kamp                                         | Res.  |
| ----- | -------------------------------------------- | ----- |
| 18.1. | Fotex Veszprém SE - Caja Cantabria Santander | 24-24 |
| 18.1. | Kolding IF - Badel Zagreb                    | 31-36 |
| 24.1. | Badel Zagreb - Fotex Veszprém SE             | 30-18 |
| 5.2.  | Caja Cantabria Santander - Kolding IF        | 28-16 |
| 5.2.  | Fotex Veszprém SE - Kolding IF               | 25-20 |
| 7.2.  | Badel Zagreb - Caja Cantabria Santander      | 20-19 |
| 15.2. | Fotex Veszprém SE - Badel Zagreb             | 23-23 |
| 15.2. | Kolding IF - Caja Cantabria Santander        | 26-25 |
| 15.3. | Caja Cantabria Santander - Fotex Veszprém SE | 25-15 |
| 16.3. | Badel Zagreb - Kolding IF                    | 23-22 |
| 22.3. | Kolding IF - Fotex Veszprém SE               | 25-26 |
| 22.3. | Caja Cantabria Santander - Badel Zagreb      | 34-24 |

| Hold                     | Kampe | Mål     | Point |
| ------------------------ | ----- | ------- | ----- |
| Badel Zagreb             | 6     | 156-147 | 9     |
| Caja Cantabria Santander | 6     | 155-125 | 7     |
| Fotex Veszprém SE        | 6     | 131-147 | 6     |
| Kolding IF               | 6     | 140-163 | 2     |

#### Gruppe B
| Dato  | Kamp                              | Res.  |
| ----- | --------------------------------- | ----- |
| 18.1. | Dukla Praha - OM Vitrolles        | 25-29 |
| 18.1. | Elgorriaga Bidasoa - THW Kiel     | 25-18 |
| 24.1. | THW Kiel - Dukla Praha            | 28-24 |
| 24.1. | OM Vitrolles - Elgorriaga Bidasoa | 19-20 |
| 8.2.  | Elgorriaga Bidasoa - Dukla Praha  | 24-19 |
| 8.2.  | OM Vitrolles - THW Kiel           | 23-19 |
| 15.2. | Dukla Praha - THW Kiel            | 24-23 |
| 15.2. | Elgorriaga Bidasoa - OM Vitrolles | 22-21 |
| 15.3. | THW Kiel - Elgorriaga Bidasoa     | 23-21 |
| 16.3. | OM Vitrolles - Dukla Praha        | 22-21 |
| 21.3. | Dukla Praha - Elgorriaga Bidasoa  | 26-25 |
| 21.3. | THW Kiel - OM Vitrolles           | 26-19 |

| Hold               | Kampe | Mål     | Point |
| ------------------ | ----- | ------- | ----- |
| Elgorriaga Bidasoa | 6     | 137-126 | 8     |
| THW Kiel           | 6     | 137-136 | 6     |
| OM Vitrolles       | 6     | 133-133 | 6     |
| Dukla Praha        | 6     | 139-151 | 4     |

### Finale
| Dato    | Dato    | Hjemmehold i 1. kamp | Hjemmehold i 2. kamp | Resultat | Resultat | Resultat |
| 1. kamp | 2. kamp | Hjemmehold i 1. kamp | Hjemmehold i 2. kamp | 1. kamp  | 2. kamp  | Samlet   |
| ------- | ------- | -------------------- | -------------------- | -------- | -------- | -------- |
| 17.4.   | 22.4.   | Elgorriaga Bidasoa   | Badel Zagreb         | 30-20    | 26-27    | 56–47    |